# 195
Năm 195 là một năm trong lịch Julius. 

## Mất
- Sĩ Tôn Thuỵ , quan viên nhà Đông Hán 